# 里约 (莫尔比昂省)
里约（法語：Rieux，法語：[ʁijø] ⓘ）是法国莫尔比昂省的一个市镇，属于瓦讷区。

## 地理
里约（47°35'52"N, 2°6'27"W）面积27.78 平方千米，位于法国布列塔尼大區莫尔比昂省，该省份为法国西北部沿海省份，位于布列塔尼半岛南部，北起阿摩尔滨海省、西接菲尼斯泰尔省，南濒大西洋，东南接大西洋卢瓦尔省，东临伊勒-维莱讷省。
与里约接壤的市镇（或旧市镇、城区）包括：圣让拉波特里、圣尼古拉德勒东、费格雷阿克、泰伊亚克、圣多莱、阿莱尔、勒东。

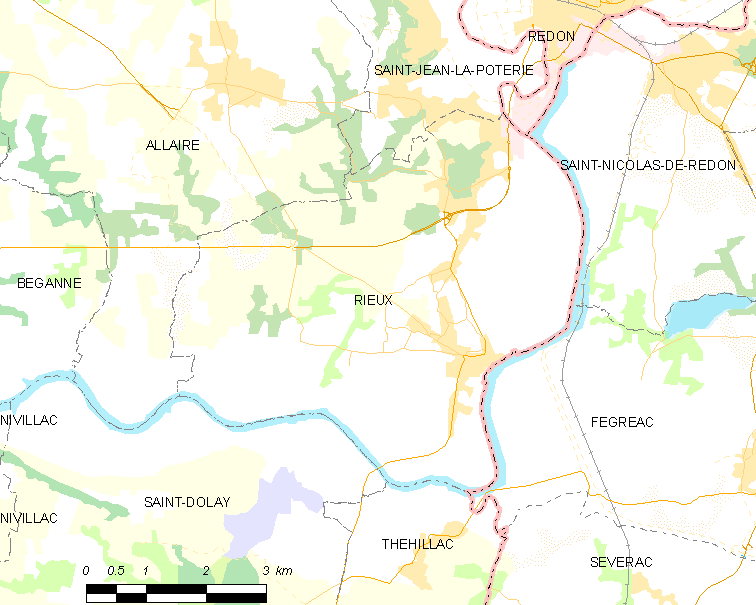
的OSM定位图

里约的时区为UTC+01:00、UTC+02:00（夏令时）。

## 行政
里约的邮政编码为56350，INSEE市镇编码为56194。

## 政治
里约所属的省级选区为盖尔县。

## 人口

1962-2008年间人口变化图示

里约于2022年1月1日时的人口数量为2841人。